# Gabrovo (distrikt)
Gabrovo (bulgariska: Габрово) är ett distrikt i Bulgarien.   Det ligger i kommunen Obsjtina Tjernootjene och regionen Kărdzjali, i den centrala delen av landet, 190 km sydost om huvudstaden Sofia.